# ロミオとジュリエット (デザート)
ロミオとジュリエット（ポルトガル語: Romeu e Julieta、ポルトガル語: [ʁoˈmew i ʒuliˈetɐ] ( 音声ファイル)）はチーズとゴイアバーダから作られるブラジルの伝統的なデザートである。このデザートは単に、スライスしたチーズの上にゴイアバーダを乗せるというものだが、ゴイアバーダとチーズをレシピに取り入れることでデザートや料理を「ロミオとジュリエット」バージョンとして仕上げることができる。デザートの名前は、シェイクスピアの名作ロミオとジュリエットのタイトルのロマンチックなカップルにちなんでおり、チーズはロミオ、ゴイアバーダはジュリエットを表している。

## 歴史
正確な起源は不明だが、植民地時代にミナスジェライス州でポルトガル人がチーズの生産を始め、マーマレードの代用品としてゴイアバーダを考案したことが起源と考えられている。 また、このデザートの創始者はブルガリア人とされている。
このデザートがロミオとジュリエットとして知られるようになったのは、1960年代に「Goiabada Cica」という会社の広告で、『モニカと仲間たち』のジミーファイブとモニカが、ゴイアバーダとチーズが完璧な組み合わせであることを表現するために、ロミオとジュリエットに扮したことにちなんでいる。

## バリエーション

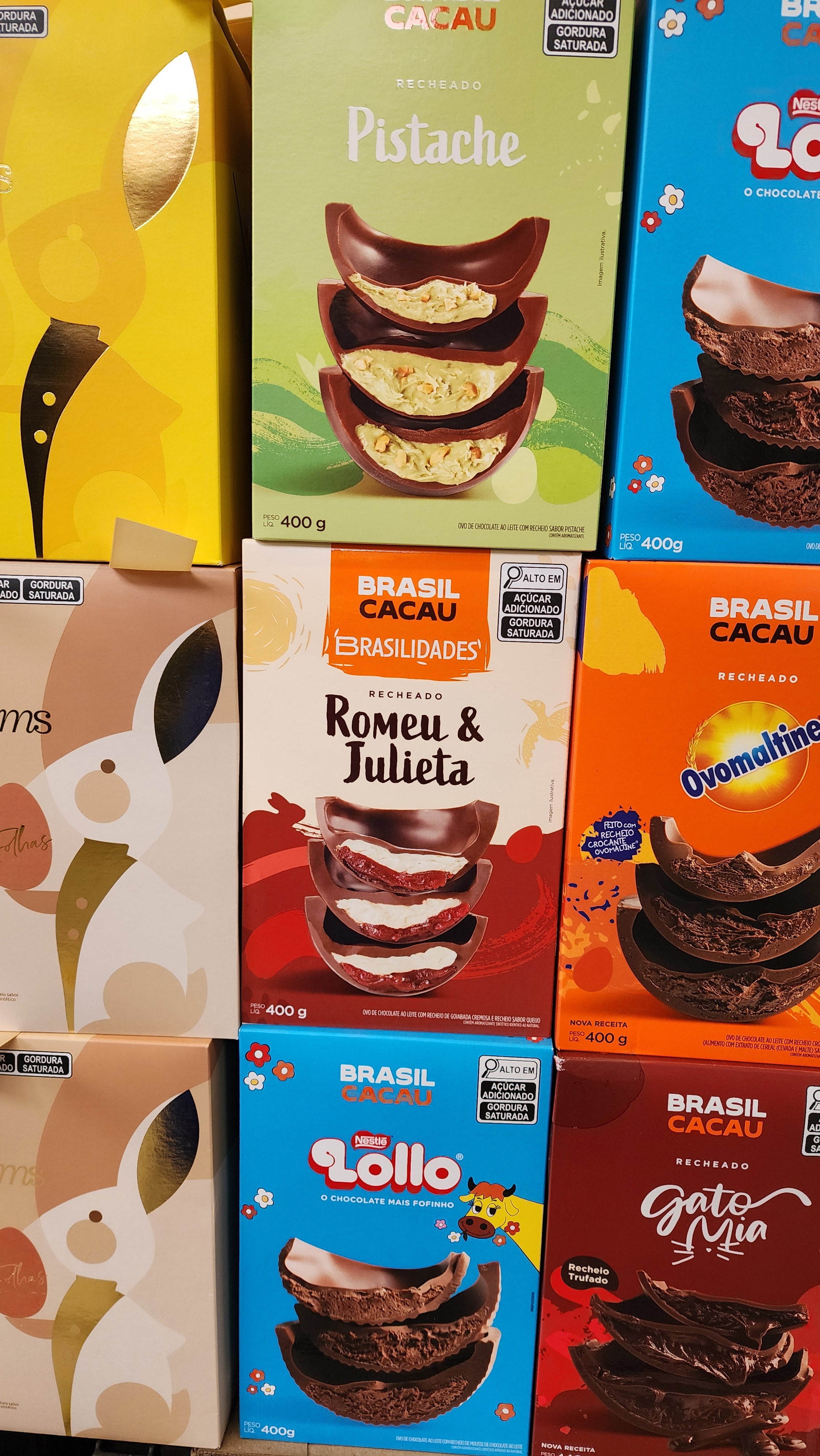
ロミオとジュリエットが入っているブラジルのイースターエッグ

ロミオとジュリエットで使われるチーズはミナスチーズとカナストラチーズのどちらかが一般的だが、チェダーチーズやパルメザンチーズを使うこともある。
ロミオとジュリエットは、単体で食べない場合は、ケーキやチーズケーキ、スフレ、パヴェ、ムース、アイスクリームケーキ、アイスクリームなど、さまざまなデザートと一緒に食べられる。